# Napier Deltic motor
Napier Deltic je bil brezventilni opozicijski dvotaktni dizelski motor. Uporabljal se je na ladjah in lokomotivah. Razvili so ga pri britanskem podjetju Napier & Son. Valji (cilindri) so bili nameščeni v obliki trikotnika-delte, imel je tri ročične gredi.

## Podobni motorji
- Zvezda M503